# Los Angeles Aztecs
Los Angeles Aztecs – amerykański klub piłkarski z miasta Los Angeles, w stanie Kalifornia. Jego domowymi obiektami były odpowiednio: Weingart Stadium, East Los Angeles College, Murdock Stadium, El Camino Junior College, Los Angeles Coliseum i Rose Bowl. Zespół istniał w latach 1974-1981.

## Historia
Największym osiągnięciem klubu było zdobycie tytułu mistrza USA w 1974 roku. W 1979 roku odkryciem sezonu i MVP sezonu zostali odpowiednio Larry Hulcer i Johan Cruijff, grający wtedy w barwach zespołu z Los Angeles. Jedynym trenerem klubu był Amerykanin Dick White.

## Osiągnięcia
Najsłynniejszymi zawodnikami grającymi w klubie byli: George Best, Rinus Michels, Javier Aguirre i wspomniany już Johan Cruijff, kilkumiesięczny epizod zanotował również Polak Franciszek Smuda. Przez krótki czas właścicielem "Aztecs" był słynny muzyk angielski - Elton John.
- Mistrzostwo USA: 1974